# کانیگ (دهانه)
کانیگ یک دهانه برخوردی در ماه‌ است.

## دهانه‌های اقماری
این دهانه ۱ دهانه اقماری دارد.
| König | عرض جغرافیایی | طول جغرافیایی | قطر         |
| ----- | ------------- | ------------- | ----------- |
| A     | ۲۴.۷° S       | ۲۴.۰° W       | ۳.۰ کیلومتر |